# MFANS
M:FANS je šestnácté sólové studiové album velšského hudebníka a skladatele Johna Calea, které vyšlo 22. ledna 2016. Obsahuje nově nahrané písně z Caleovy desky Music for a New Society, která původně vyšla v roce 1982. První singl z alba nazvaný „Close Watch“ byl představen v listopadu 2015, v den oznámení vydání desky. Již v říjnu 2014 hudebník vydal píseň „If You Were Still Around“, jejíž dvě alternativní verze rovněž vyšly na této desce. Výrazný vliv na vznik alba měla smrt Caleova spolupracovníka Lou Reeda, s nímž působil mimo jiné ve skupině The Velvet Underground. Producentem nahrávky byl sám Cale, vedoucím producentem pak jeho manažerka Nita Scott. Na nahrávání a mixování se vedle Calea podíleli jeho dlouholetí spolupracovníci Adam Moseley a Dustin Boyer. Druhý jmenovaný zde rovněž obsluhoval několik nástrojů. Dále na desku přispěli například Deantoni Parks, Jessy Greene či zpěvačka Amber Coffman.

## Před vydáním
Předchozí album nazvané Shifty Adventures in Nookie Wood vyšlo v říjnu 2012 po sedmileté odmlce. Již v době vydání Cale říkal, že na další album se již tak dlouho čekat nebude. V srpnu 2013 vydal nový singl „All Summer Long“, který však byl pouze nevydanou písní z doby předchozího alba. V polovině října 2013 v rozhovoru pro rakouskou rozhlasovou stanici ORF prozradil, že nová deska bude podobná té předchozí, obzvláště pokud jde o rytmus. Přestože v rozhovoru tvrdil, že album vyjde během roku 2014, nestalo se tak. Místo toho pracoval například na audiovizuálním projektu LOOP>>60Hz: Transmissions from The Drone Orchestra a koncem toho roku představil několik nových skladeb u příležitosti stého výročí Vánočního příměří.
V říjnu 2014 vydal další nahrávku a videoklip. Jde o nově nahranou verzi skladby „If You Were Still Around“, jež původně vyšla na desce Music for a New Society v roce 1982. Videoklip, jehož režisérkou byla Abigail Portner, byl věnován Lou Reedovi, spoluhráči ze skupiny The Velvet Underground, který přesně rok předtím zemřel. V listopadu 2014 Cale poskytl rozhovor pro Český rozhlas, kde řekl, že zbývá již jen mastering a nový mix jedné písně. Dodal, že album bude hotové do února či března 2015. V březnu 2015 poskytl rozsáhlý rozhovor pro francouzský magazín Air France, kde zmínil, že na novém albu používá zcela nový software. Rovněž zde bylo oznámeno, že nové album vyjde v červnu toho roku a bude jej následovat koncertní turné. Důvodem původního odložení alba bylo úmrtí Lou Reeda. Cale se tehdy rozhodl téměř hotové album nevydat a začal jej nahrávat znovu. Ani v červnu však album vydáno nebylo.

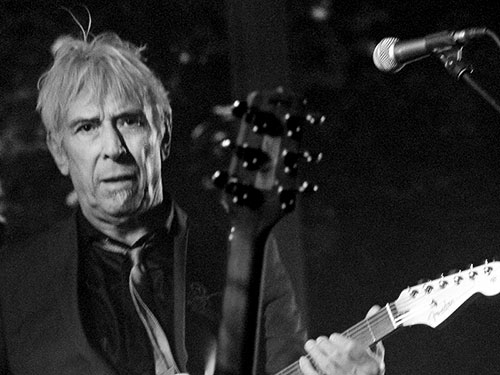
John Cale při koncertním představení alba Music for a New Society v dánském Aarhus, srpen 2013

Plán nahrát novou verzi alba Music for a New Society sahá do roku 2013. Cale byl pozván, aby jej v celém svém rozsahu zahrál na dánském festivalu Aarhus Festuge v srpnu toho roku. Skladatel tehdy napsal pro písně nová aranžmá a zčásti je pro koncert přepracoval.
Nahrávání alba probíhalo v Caleově vlastním studiu A.R.M. Studio v Los Angeles. Jeho název – M:FANS – je akronymem názvu původní desky.

## Vydání
Vydání alba M:FANS bylo oznámeno 17. listopadu 2015, kdy byl rovněž představen první singl „Close Watch“. Calea v něm doprovází zpěvačka Amber Coffman. Album bylo vydáno 22. ledna 2016 nezávislou společností Double Six Records ve více verzích. Na CD samostatně nevyšlo, pouze jako dvojalbum s původní deskou Music for a New Society. Dále bylo představeno na 12" gramofonové desce buď samostatně, nebo ve svazku s původní deskou. Ještě před vydáním alba M:FANS Cale začal pracovat na další desce s novými písněmi. Tu plánoval dokončit před koncem roku 2016. Její vydání bylo však několikrát posunuto, nakonec by měla vyjít roku 2019.[potřebuje aktualizovat] Rovněž prohlásil, že již nebude dělat remake žádného jiného alba.

## Skladby
Podle Calea samotného jde o „radikální přepracování“ původního alba. To bylo minimalistické a do značné míry improvizované dílo nahrané převážně bez dalších hudebníků, zatímco skladby na M:FANS obsahují v kontrastu s ním těžké beaty a výrazné elektronické prvky. Album neobsahuje písně ve stejném pořadí jako původní deska. Navíc se zde nenachází písně „Risé, Sam and Rimsky-Korsakov“, v níž původně zpívala Caleova tehdejší manželka, a „Damn Life“, u níž byla jeho bývalá manželka Risé uvedena jako spoluautorka.
Album otevírá krátká skladba „Prelude“, která obsahuje záznam telefonního rozhovoru s Caleovými rodiči. Rozhovor probíhal v angličtině i hudebníkově rodné velštině a matka Margaret mu přes telefon krátce zpívá velšskou lidovou píseň „Ar Lan y Môr“. Hlasy jsou zde doprovázeny ambientními zvuky. Na původním albu z roku 1982 měla být píseň zahrnuta pod názvem „Mama's Song“, avšak poté, co hudebníkova matka onemocněla, se rozhodl nahrávku na album nezařadit. Následuje více než pětiminutová píseň „If You Were Still Around“, které dominují temně znějící varhany. Sám Cale prohlásil, že neví, o kom pojednává text této písně, neboť jeho autorem byl Sam Shepard. Na třetí pozici je téměř šestiminutová píseň „Taking Your Life in Your Hands“. Délky téměř pět a půl minuty dosahuje následující skladba „Thoughtless Kind“. Ta je od originálu téměř k nepoznání. Originální verze nemá ani tři minuty a zní jako převyprávění noční můry. Nová nahrávka je industriálně popová píseň doprovázená výraznými syntezátorovými prvky a auto-tune zpěvem. Následuje „Sanctus (Sanities Mix)“, která opět přesahuje hranici pěti minut. Oproti původní experimentální verzi jde o elektronickou verzi ve stylu techno. Výrazné jsou zde elektronické basové prvky a bicí nástroje. Následující „Broken Bird“ je podobná své originální verzi.

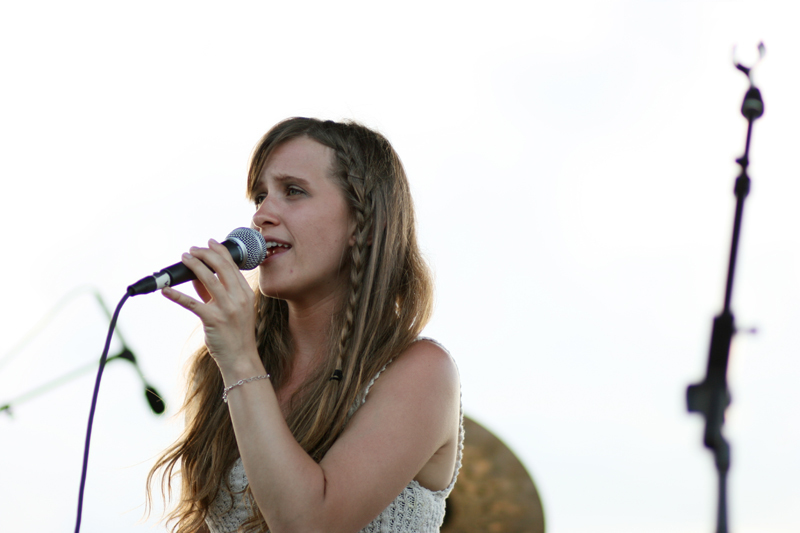
Amber Coffman (2009)

Píseň „Chinese Envoy“ je v nové verzi naléhavá funková skladba se skřípavou kytarou. Následuje bezmála čtyřminutová „Changes Made“. V tříminutové písni „Library of Force“ (na původním albu nevyšla, vyšla až na jeho reedici v roce 1993 pod názvem „In the Library of Force“) Cale autoritativním tónem zpívá například „We kill in the world. We live in it.“ (Zabíjíme ve světě. Žijeme v něm). Cale zde zpívá přes megafon ve stylu Davida Lynche. Na desáté pozici se nachází skladba „Close Watch“, jež je také tvořena moderními elektronickými prvky. V písní s Calem zpívá Amber Coffman, členka skupiny Dirty Projectors. Podle Calea šlo původně o více romantickou píseň, zatímco její nová verze je spíše náladová. K písni byl rovněž natočen videoklip, jehož režisérkou byla Abigail Portner. Ve videoklipu hrají Cale a Coffman a kolem jsou lidé v maskách. Zpěvačka byla dle Caleových slov první volbou při výběru vhodného kandidáta na pěvecký post.
Na jedenácté pozici se nachází bezmála pětiminutová alternativní verze skladby „If You Were Still Around“, jež byla nahrána za doprovodu gospelového sboru. Jde o stejnou verzi písně, jaká vyšla v říjnu 2014, jediným rozdílem je doplněný sbor. Na dvanácté a zároveň poslední pozici se nachází dříve nevydaná píseň „Back to the End“. Ta sice vznikla během nahrávání původního alba, ale doposud nikdy v žádné verzi nevyšla. Cale o písni prohlásil, že byl velmi šťasten, když ji našel, neboť na ni zcela zapomněl.

## Kritika
V měsíčníku Loud and Quiet recenzent Alex Wisgard, jenž album ocenil osmi z deseti možných hvězdiček, napsal: „M:FANS nedělá ze svého mateřského alba snazší poslech, ale umožňuje Caleovi nabídnout nový fascinující pohled na jeho nejtemnější dílo.“ Magazín Uncut jej ocenil sedmi z deseti hvězd; novinář Graeme Thomson o nahrávce prohlásil, že bude třeba nějaký čas, než si posluchači na dílo zvyknou, dokonce podle něj „není pochyb o tom, že se najdou tací, kteří budou křičet ‚kacířství‘“. Nahrávku označil za Caleův „další fascinující individualistický krok“. Recenzent Mark Deming ve své recenzi pro server Allmusic řekl, že většina umělců, kteří nahrají novou verzi svého staršího alba, vytvoří jen bledý stín původní nahrávky, zatímco Caleovo M:FANS může žít vlastním životem. Dodal, že nové album potvrzuje Caleovu sílu a vitalitu. Andy Peterson ve své recenzi pro web Contact Music řekl, že pokud má album M:FANS nějaké nedostatky, je to skutečnost, že se některé z písní, které jsou velice osobní, utápí pod tíhou produkce. Novinář Finn P. Madsen album ve své recenzi pro dánský magazín Gaffa hodnotil negativně. Řekl, že se Caleovi nepovedlo a místo toho, aby bylo zajímavé, „spáchalo na původní nahrávku útok a skončilo téměř jako fušeřina“. Stejně tak Ludovic Hunter-Tilney, který nahrávce v recenzi pro deník Financial Times udělil dvě z pěti hvězd. O albu prohlásil, že původní desku neaktualizuje, ani jí nic významného nepřidává. Dodal, že má v nejlepším případě kuriózní hodnotu.
Album se umístilo v belgických žebříčcích Ultratop. Ve valonském na 188. a ve vlámském na 74. místě. Internetová stránka The Quietus desku zařadila na 92. příčku sta nejlepších alb roku 2016.

## Seznam skladeb
| Pořadí         | Název                          | Autor             | Délka |
| -------------- | ------------------------------ | ----------------- | ----- |
| 1.             | Prelude                        | John Cale         | 2:17  |
| 2.             | If You Were Still Around       | Cale, Sam Shepard | 5:18  |
| 3.             | Taking Your Life in Your Hands | Cale              | 5:43  |
| 4.             | Thoughtless Kind               | Cale              | 5:27  |
| 5.             | Sanctus (Sanities Mix)         | Cale              | 5:19  |
| 6.             | Broken Bird                    | Cale              | 5:10  |
| 7.             | Chinese Envoy                  | Cale              | 3:51  |
| 8.             | Changes Made                   | Cale              | 3:54  |
| 9.             | Library of Force               | Cale              | 3:09  |
| 10.            | Close Watch                    | Cale              | 5:15  |
| 11.            | If You Were Still Around       | Cale, Shepard     | 4:44  |
| 12.            | Back to the End                | Cale              | 3:34  |
| Celková délka: | Celková délka:                 | Celková délka:    | 53:43 |

## Obsazení
Hudebníci

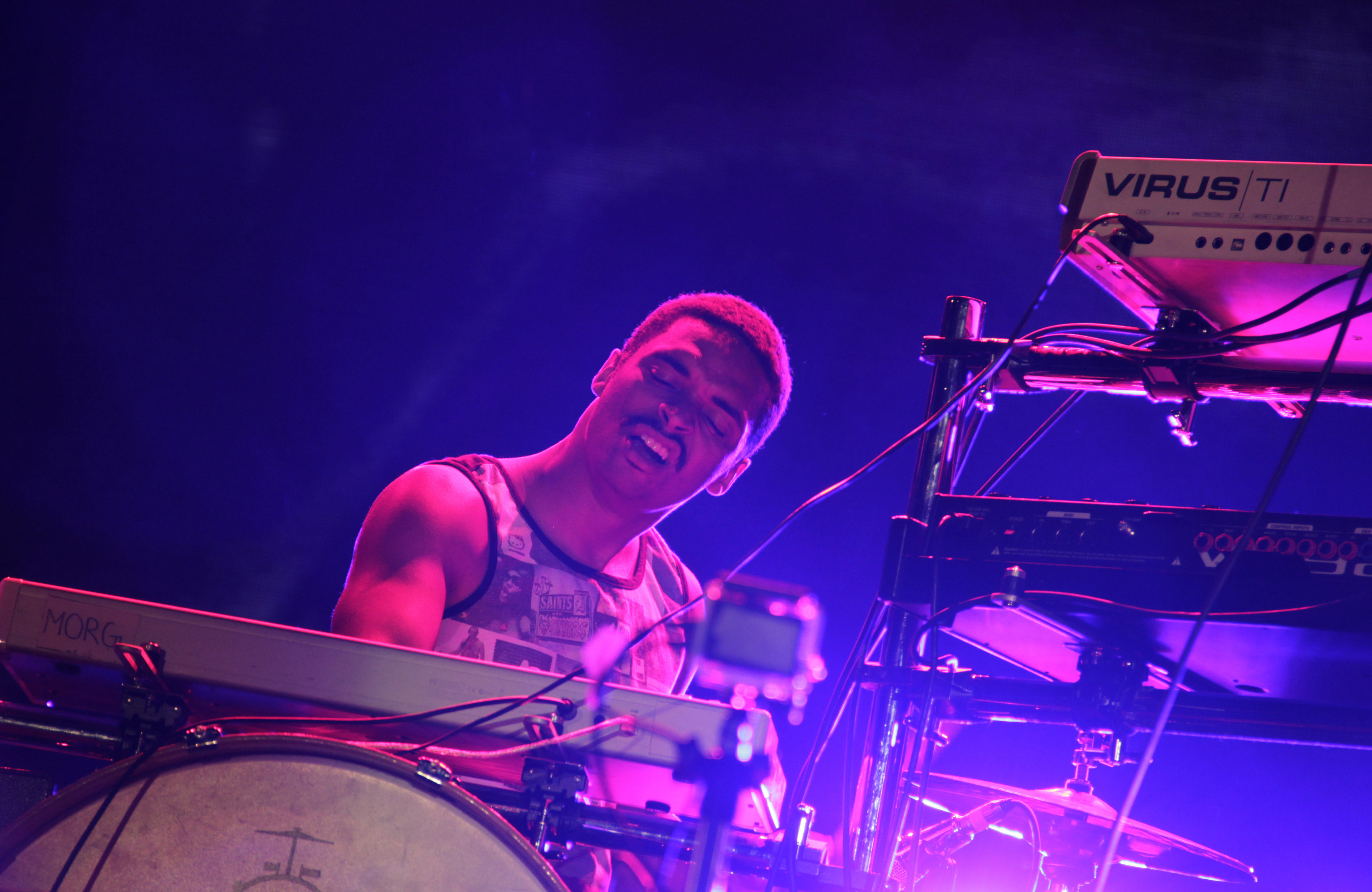
Deantoni Parks (2013)

- John Cale – zpěv (2, 3, 4, 5, 6, 7, 8, 9, 10, 11, 12), hlas (1), klávesy (1, 2, 3, 4, 5, 7, 8, 9, 10, 11), varhany (2, 12), klavír (6), elektrické piano (12), kytara (4, 8, 10, 11), elektrická kytara (7), programovaná kytara (7), baskytara (3, 4, 7, 8, 10, 11, 12), programování (3, 5, 8), programování dechů (4), syntezátor (6), bicí (4, 10), viola (12), samply (10), hluky (1, 5, 9), zvuky helikoptéry (2)
- Dustin Boyer – kytara (2, 3, 4, 7, 8, 9, 11), kytarový syntezátor (2), baskytara (7, 8), smyčky (3, 9, 11), programování (4, 10, 11), bicí automat (5), programování bicích (7, 8), bicí (10)
- Deantoni Parks – klávesy (4, 7), hluky (4, 11)
- Joey Maramba – syntezátorová baskytara (2, 9)
- Ralph Esposito – syntezátorová baskytara (10)
- Alex Thomas – bicí (4, 9), samply (2), trigger (2)
- Matt Fish – violoncello (2, 9, 10)
- Miguel Atwood-Ferguson – viola (2, 9)
- Thomas Lea – viola (2, 9)
- Jessy Greene – housle (2, 9)
- Chris Bautista – trubka (4)
- Amber Coffman – zpěv (10)
- New Direction Church – sborový zpěv (11)
- Benjamin Goodman – sbormistr (11)
- William Arthur George Cale – hlas (1)
- Margaret Cale – hlas (1)

Technická podpora
- John Cale – produkce (všechny skladby), mixing (5, 9, 11, 12), nahrávání (1)
- Dustin Boyer – mixing (1, 5, 6, 7, 8, 9, 10, 11, 12), nahrávání (2, 3, 4, 5, 6, 7, 8, 9, 10, 11, 12)
- Adam Moseley – mixing (2, 3, 4), nahrávání (2, 3, 4, 6, 7, 8, 9, 10)
- Nita Scott – mixing (6, 7, 8, 10), vedoucí producent